# UFC 143
UFC 143: Diaz vs. Condit fue un evento de artes marciales mixtas celebrado por Ultimate Fighting Championship el 4 de febrero de 2012 en el Mandalay Bay Events Center
, en Las Vegas, Nevada.

## Historia
Un episodio de UFC Primetime vuelve a promocionar el evento principal.
Georges St-Pierre estaba originalmente programado para defender su título en el peso wélter contra Nick Diaz en el evento principal. Mientras tanto, el 7 de diciembre de 2011 se reveló que St-Pierre se lesionó y no pudo unirse a la pelea. Díaz tomó su lugar ante Carlos Condit. El oponente original de Condit, Josh Koscheck, peleó ante Mike Pierce en este evento.
Erik Koch se esperaba hacer frente a Dustin Poirier, pero se lesionó y fue reemplazado por Ricardo Lamas. Sin embargo, Lamas terminó lesionado y fue así reemplazado por Max Holloway.
Amir Sadollah también tenía previsto pelear Jorge López en el evento, pero debido a una lesión fue reemplazado por Matthew Riddle.
Justin Edwards se espera hacer frente a Stephen Thompson, pero se lesionó y fue reemplazado por Daniel Stittgen.

## Resultados
1. ↑  Por el campeonato interino de peso wélter de UFC.
2. ↑  Cáceres fue penalizado con dos puntos por golpes ilegales.

## Premios extra
Cada peleador recibió un bono de $65,000.
- Pelea de la Noche: Roy Nelson vs. Fabrício Werdum
- Sumisión de la Noche: Dustin Poirier
- KO de la Noche: Stephen Thompson